# Тодд, Мейбл
Мейбл Лумис Тодд (англ. Mabel Loomis Todd; 1856—1932) — американская писательница. Известна как редактор посмертно опубликованных изданий Эмили Дикинсон.

## Биография
Родилась 10 ноября 1856 года в Кембридже (штат Массачусетс, США).
Окончила Джорджтаунскую семинарию в столичном Вашингтоне, затем училась в Музыкальной консерватории в Бостоне.
В 1877 году она познакомилась с астрономом Дэвидом Пеком Тоддом (англ. David Peck Todd), их свадьба состоялась 5 марта 1879 года. В 1881 году они переехали в Амхерст, где Тодду предложили должность профессора астрономии в Амхерст-колледже. В Амхерсте у Мейбл Тодд завязался длительный роман с юристом Остином Дикинсоном, (женатым  братом Эмили Дикинсон).
В Амхерсте Мейбл Тодд играла важную роль в открытии местных отделений организации Дочери американской революции, активно участвовала в открытии Женского клуба Амхерста в 1893 году и сыграла важную роль в основании Исторического общества Амхерста в 1902 году. Она основала музыкальный клуб, давала уроки живописи, пения и фортепиано.
В 1887 году она сопровождала своего мужа, когда тот отправился в Японию для наблюдения солнечного затмения, и, возможно, стала первой американской женщиной, поднявшейся на гору Фудзияма. Она сопровождала Дэвида в других его поездках, снова побывав в Японии в 1896 году (солнечное затмение 9 августа), в Триполи в 1900 и 1905 годах, в Голландскую Ост-Индию в 1901 году, в Чили в 1907 году и в Россию в 1914 году. В России они планировали наблюдать солнечное затмение 21 августа 1914 года, но в то время когда они направлялись из Киева в Москву Россия вступила в Первую мировую войну и Тодды через Швецию и Данию вернулись в США (только 7 групп наблюдателей из 27 остались наблюдать затмение в России). О своих путешествиях она написала ряд очерков. Также она написала множество статей о природе и охране природы.
Известность Мейбл Лумис Тодд принесла публикация стихотворений умершей в 1886 году Эмили Дикинсон. При жизни Дикинсон опубликовала менее десяти стихотворений из тысячи восьмисот, написанных ею. Но они были написаны так необычно, что их публикация без приведения их в соответствие с поэтическими нормами того времени была невозможна. Подготовку стихотворений взяли на себя Мейбл Тодд и Томас Хиггинсон. Первый том «Стихов Эмили Дикинсон» был опубликован в 1890 году и включал большое число редакторских правок Тодд. Хиггинсон, который поддерживал писательство Дикинсон ещё при её жизни и был её корреспондентом, хотя и помогал Мейбл Тодд в следующей публикации, в 1891 году, от дальнейшего сотрудничества отказался, поскольку ему не нравились редакторские правки Тодд. И двухтомный набор писем Дикинсона (1894 г.) и третью серию стихотворений Дикинсон (1896 г.) Тодд осуществила самостоятельно. Однако отношения между Тодд и семьёй Дикинсонов были сложными. В результате разногласий рукописи Эмили Дикинсон были разделены между двумя семьями.
Умерла от кровоизлияния в мозг 14 октября 1932 года в Хог-Айленде (округ Линкольн, штат Мэн, США).